# Jincey Lumpkin
Virginia Marie Lumpkin (Carrollton, 17 dicembre 1979) è una produttrice cinematografica statunitense e colonnista nella sezione Gay Voices dell'Huffington Post.
La Lumpkin ha fondato Juicy Pink Box, studio di film pornografici specializzato nell'erotismo lesbico. È stata nominata tra i 100 personaggi gay più influenti dall'Out Magazine nel 2010.

## Biografia
La Lumpkin è cresciuta a Carrollton, in Georgia. Ha frequentato l'Università di Vanderbilt nel Tennessee, laureandosi nel 2002.
Dopo essere stata conosciuta grazie ad un blog erotico anonimo, nel 2008 si è dedicata dalla produzione di film per adulti. L'anno successivo fonda la Juicy Pink Box.
Ha ricevuto diverse nomination per gli Adult Video News Awards e per i Feminist Porn Awards.
Si è dichiarata una femminista sex-positive e si considera parte della pornografia femminista. Ha spesso raccontato dei problemi di depressione ed autolesionismo dovuti all'accettazione della sua omosessualità.
È sposata e vive attualmente a New York.